# Новониколаевский сельский совет (Днепровский район)
Новониколаевский сельский совет (укр. Новомиколаївська сільська рада) — входит в состав
Днепровского района
Днепропетровской области
Украины.
Административный центр сельского совета находится в
с. Новониколаевка.

## Населённые пункты совета
- с. Новониколаевка
- с. Зелёный Гай
- с. Сурско-Клевцево